# Segundo Luis Moreno
Segundo Luis Moreno (3. august 1882 i Cotacachi, Imbabura – 18. november 1972 i Quito, Ecuador) var en ecuadoriansk komponist, lærer og historiker.
Moreno studerede på Quitos Nationale Musikkonservatorium. Han har skrevet orkesterværker, kantater, overturer etc. (Han har nok skrevet mest for militærorkestre.)
Moreno var også rektor på Cuenca Musikkonservatorium og Guayaquil Musikkonservatorium i Ecuador.